# عبد الله بن المقفع
أبو مُحمّد عبد الله بن المقفع (106 - 142 هـ)(724 م ـ 759 م) (بالفارسية: ابن مقفع - أبو مٰحَمَّد عبد الله واسمه روزبه بن داذويه قبل إسلامه). وهو مفكّر فارسي وُلِد مجوسياً لكنه اعتنق الإسلام، وعاصر كُلاً من الخلافة الأموية والعباسية.
درس الفارسية وتعلّم العربية في كتب الأدباء واشترك في سوق المربد.
نقل من البهلوية إلى العربية. وله في الكتب المنقولة الأدب الصغير والأدب الكبير فيه كلام عن السلطان وعلاقته بالرعية وعلاقة الرعية به والأدب الصغير حول تهذيب النفس وترويضها على الأعمال الصالحة ومن أعماله أيضاً مقدمة كليلة ودمنة.

## اسمه
ابن مقفع - أبو مٰحَمَّد عبد الله واسمه روزبه بن داذويه قبل إسلامه، ابن المُقَفَع بكسر الفاء وقيل بفتحها، ‌لأنه ‌كان ‌يعمل ‌القِفاع ‌ويبيعها. وقيل: إن أباه كان مُقَفَّع الأصابع، فهو حينئذ بفتح الفاء.

## سيرته
هو عبد الله بن المقفع، فارسي الأصل، وُلِد في قرية بفارس اسمها جور (فيروز أباد)، مؤرخون أخرون ينسبون مولده للبصرة، كان اسمه روزبه پور دادویه (روزبه بن داذويه)، وكنيته «أبا عمرو»، فلما أسلم تسمى بعبد الله وتكنى بأبي محمد ولقب والده بالمقفع لأنه أُتهِم بِمّدَ يده وسرق من أموال المسلمين والدولة الإسلامية لِذا نكّل بِه الحجاج بن يوسف الثقفي وعاقبه فضربه على أصابع يديه حتى تشنجتا وتقفعتا (أي تورمتا وإعوجت أصابعهما ثم شُلِتا). وقال ابن خلكان في تفسيره: كان الحجاج بن يوسف الثقفي في أيام ولايته العراق وبلاد فارس قد ولى داذويه خراج فارس، فمد يده وأخذ الأموال. فعذبه فتفقعت يده فقيل له المقفع، وقيل أنه سمي بالمقفع لأنه يعمل في القفاع ويبيعها، ولكن الرأي الأول هو الشائع والمعروف وعلى أساسه عرف روزبه بابن المقفع.
نشأ ابن المقفع على المجوسية على مذهب المانوية وكان له نشاط في نشر تعاليمها وترجمتها إلى العربية، ومنها كتاب في سيرة مزدك أحد دعاة الثنوية ومن زعمائها المجددين لمبادئها. حتى أسلم على يد عيسى بن علي، فتغير اسمه لعبد الله وتكنى بأبي محمد، ولم تطل فترة إسلامه إذ قتل على يد سفيان بن معاوية بن يزيد بن المهلب بإيعاز من المنصور متهماً بالزندقة، حيث كانت مبررات قتله على أنه زنديق من الفئة التي تتظاهر بالإسلام مراءاة وخداعاً. ولكن ليس في آثار بن المقفع ما يدل على زندقته، ولم يكن هنالك دليل مادي يوجه اتهامات إليه لإثبات زندقته وتبرير قتله، فالزندقة ليست السبب الحقيقي لمقتله وإنما كانت للتغطيه. بالرغم من ذلك فإن احتمالية كونه زنديقاً بعد إسلامه أمر محتمل، فيشير بعض المؤرخين بأن إسلامه ما كان إلا ليحافظ على كرامته وطمعاً في الشهرة والجاه وتقرباً إلى مواليه العباسيين.

## صفاته

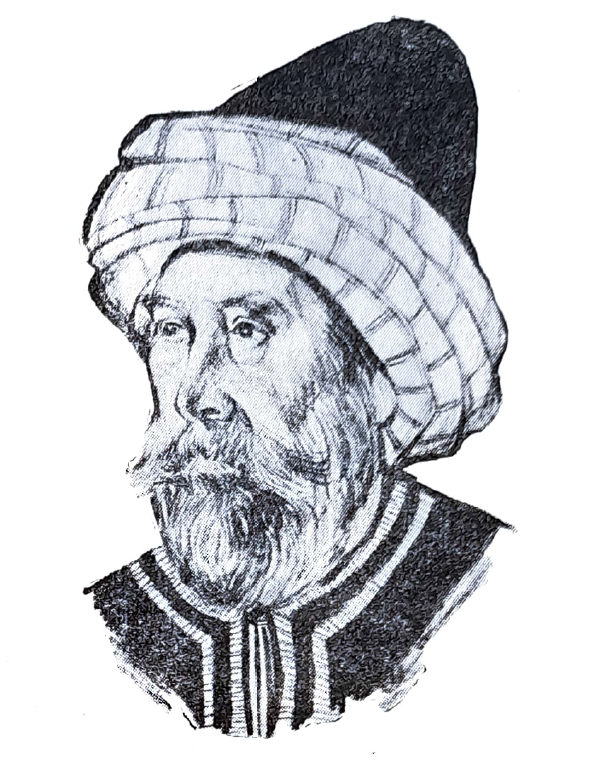
رسمٌ تخيُّليّ لابن المُقفَّع.

عُرِف عبد الله بن المقفع بذكائه وكرمه وأخلاقه الحميدة، وكان له سعة وعمق في العلم والمعرفة ما جعله من أحد كبار مثقفي عصره، حيث تتكون ثقافته من مزيج من ثلاثة جوانب: العربية، الفارسية واليونانية، وكان ملماً بلسان العرب فصاحةً وبيناً، وكاتباً ذو أسلوب، وذلك لنشأته في ولاء آل الأهتم، ووصف بمنزلة الخليل بن أحمد بين العرب في الذكاء والعلم، واشتهر بالكرم والإيثار، والحفاظ على الصديق والوفاء للصحب، والتشدد في الخلق وصيانة النفس. ونستطيع أن نعرف عنه صدقه من خلال كتاباته وحبه للأصدقاء حتى قال:«ابذل لصديقك دمك ومالك» وذات مرة سُئل ابن المقفّع عن الأدب والأخلاق فقيل له: «من أدّبك»؟ فقال: «إذا رأيت من غيري حسنا آتيه، وإن رأيت قبيحا أبَيْته».
وقد اتهمه حساده بفساد دينه، وربما كان الاتهام واحداً من أسباب مقتله، ولا نجد في شيء من كتاباته ما يؤكد صدق هذا الاتهام.
جمع بين الثقافة العربية والفارسية واليونانية والهندية، فنال من كل هذه الثقافات نصيبًا وافرًا من الفصاحة والبلاغة والأدب، ولا يخفى هذا الأثر الطيِّب إذا تصفّحتَ مؤلفًا من مؤلفاته، فتنهال عليك الحكمة من بين الأسطر، وتنعم بالأسلوب السلس، والذوق الرفيع.
كان حافظا للجميل فمن أهم أقواله: «إذا أسديت جميلاً إلى إنسان فحذار أن تذكره وإذا أسدى إنسان إليك جميلاً فحذار إن تنساه» والعديد والعديد من الصفات الرائعة.

## مقتله
اشتهر عبد الله بن المقفع بِأنه على خِلافٍ شديدٍ مع سُفيان بن مُعاوية بن يزيد بن المهلب بن أبي صفرة وهو والي البصرة أثناء فترة حُكم الخليفة العباسي أبي جعفر المنصور، وكان ابن المُقفع يعبث معه ويضحك عليه ويستخف به كثيراً وقيل أن أنف سُفيان كبيراً فكان يقول له عبد الله بن المقفع إذا دخل عليه: السلام عليكُما، يعني سفيان وأنفه معه؛ وقال له في أحد الأيام وهو يسخر منه أمام الناس: «ما تقول يا سُفيان في شخص مات وخلف زوجاً وزوجةً ??».
وقال سفيان يوماً:
«ما ندمتُ على سكوتٍ قط».
فقال له ابن المقفع:
«الخرس زينٌ لِأمثالك فكيف تندم عليه!».
وورد عن سفيان بن معاوية أنه قال في إحدى المرات:
«والله لأقطعنه إرباً إرباً وعينه تنظر».
غضب سُفيان من ابن المُقفع يوماً وافترى عليه أمراً ما وعندما سمِع عبد الله بن المقفع افتراء سُفيان عليه قذف أُمّه وسبها وقال له:
«يا إبْن المُغتلِمة، والله مَا اكتفت أمك برجال العراق حَتَّى نكحها رجال أَهْل الشام».
قَصد عبد الله بن المقفع بِالمغتلمة أي المرأة الفاجرة الشبقيّة التي لا تكتفي من الرجال ولا تنطفئ شهوتها وأُم سفيان التي قذفها ابن المقفع هي ميسون بنت المُغيرة بن المهلب بن أبي صفرة.
عِندما قال عبد الله بن المقفع مقولته هذه زادت ضغينة سُفيان وحقد عليه وضمر له الكراهية لِذا عزم على قتله والانتقام منه فآمره بالقدوم إليه واستدعاه فقال له:
«أتذكر مَا كنت تقول عن أُمي ؟»
ورد عليه عبد الله بن المقفع نادِماً مُتَوّسِلاً:
«أنشدك وأسألك بالله أيُها الأمير»
فرد عليه سفيان بن معاوية مُهدداً إياه:
«أمي مغتلِمة كما قُلت سترى إن لم أقتلك قتلةً لم يُقتل بها أحداً قبلاً ولّن يُقتل بها أحداً بَعداً».
بعد ذلك ربطه وآمر بإحضار فرن تنور فَسجَّره وأوقده حتى أصبح حامياً مُتوّقداً عندئذٍ آمر سفيان رجاله بِتقطيع أعضاء وأطراف عبد الله بن المقفع عضواً عضواً وكُلما قطعوا عضواً من جسم ابن المقفع يقول لهم سفيان بن معاوية:
«ألقوه وأرموه في النار».
فجعل رجال سفيان يقطعون أعضاؤه ثم يرمونها في الفرن حتى تحترق بينما يرى وينظر لها عبد الله بن المقفع حتى هلك ومات من شدة التعذيب.
وقال له سُفيان عِندما كان يُحتضّر:
«ليس عليّ في المثلة بك حرجٌ، لأنك زنديق قَدْ أفسدت النّاس».
علق المؤرخ الذهبي في كِتابه سير أعلام النبلاء على هذه الحادثة قائِلاً:
«كانَ ابنُ المُقفَّعِ معَ سعَةِ فَضْلِه، وَفرطِ ذكائِهِ، فِيْهِ طَيشٌ، فَكانَ يقُوْلُ عَنْ سُفْيَانَ المُهلَّبيِّ: ابْنُ المُغْتَلِمَةِ مِما تَسَبّب بقتلِه» .

## ابن المقفّع في كتابات التاريخ
دافع عنه غير واحد من المؤرخين، ودحضوا عنه تهمة الزندقة التي اتهمها به أعداؤه، منهم وائل حافظ خلف في تصديره لكتاب الأدب الصغير، وفي كتابه «خواطر حول كتاب كليلة ودمنة»، حيث قال في الكتاب الأول: "كان عبد الله بن المقفع مجوسيًا من أهل فارس، وكان يسمى روزبه بن داذويه، وأسلم على يد عيسى بن علي عم السفاح والمنصور، وأطلقوا على أبيه: المقفع – بفتح الفاء - ؛ لأن الحجاج بن يوسف الثقفي كان قد استعمله على الخراج، فخان، فعاقبه حتى تقفعت يداه. وقيل: بل هو المقفع – بكسر الفاء - ؛ نُسب إلى بيع القفاع وهي من الجريد كالمقاطف بلا آذان.
وقد مات مقتولاً، واختلفوا في سبب مقتله والطريقة التي قُتل بها وفي سنة وفاته أيضًا، ومهما يكن من أمر فإنا لا نسلم أبدًا لمن قال: إنه قُتل على الزندقة ! واستدل بما أورده العلامة ابن كثير في «البداية والنهاية»  عن المهدي قال: "ما وجد كتاب زندقة إلا وأصله من ابن المقفع، ومطيع بن إياس، ويحيى بن زياد)" قالوا: ونسي الجاحظ، وهو رابعهم !!" ا.هـ ونقول: أما «فلانٌ» وأمثالُه مِنَ الحَوَاقِّ فعسى، وأما ابن المقفع فلا؛ فَكُتُبُهُ بين أيدينا تكاد تنطق قائلة: "وايم الله ! إنَّّ صاحبي لبريء مما نُسب إليه"!. وليت شعري كيف ساغ لفلان وفلان وفلان ممن ترجموا للرجل أن يجزموا بذلك، وكلهم قد صَفِرَت يَدُهُ من البرهان؟ إنْ هي إلا تهمة تناقلوها بدون بيان. وقِدْمًا اتهموا أبا العلاء المعري بذلك حتى قيّض الله له مِن جهابذة المتأخرين مَن أثبت بالدليل الساطع والبرهان القاطع براءته. فتبصروا رحمكم الله انتهى كلامه.
وكان ابن المقفّع صاحب علم واسع، وعرف الثقافة العربية والفارسية واليونانية والهندية.
قُتل ابن المقفّع وهو في مقتبل العمر، ولم يتجاوز السادسة والثلاثين عند موته. إلا أنه خلّف لنا من الآثار الكثيرة ما يشهد على سعة عقله وعبقريته، وأنه صاحب المدرسة الرائدة في النثر.
عرف ابن المقفع بكرهه للنساء وخوفه من مكائدهن وقد وصفهن بالطعام لا يأكله الإنسان إلّا إذا جاع والطعام سريع الفساد! وقد كان وسيم الملامح.

## مؤلفاتهُ
بعض مؤلفات ابن المقفّع نقل من الفارسية واليونانية والهندية. ومن مؤلفاته:
- - الدرة الثمينة والجوهرة المكنونة.
- - مزدك.
- - باري ترمينياس.
- - أيين نامة ـ في عادات الفرس.
- - التاج ـ في سيرة أنو شروان.
- - أيساغوجي ـ المدخل.
- -ميلية سامي ووشتاتي حسام وعمراني نوفل
- - الأدب الصغير. نشره «طاهر الجزائري»، ثم نُشر بتحقيق «أحمد زكي باشا» سنة 1911 م، وصدر حديثًا بتحقيق «وائل حافظ خلف» سنة 2011 م.
- - رسالة الصحابة.
- - كليلة ودمنة ـ نقله عن الهندية. (ترجمة)
- - الأدب الكبير
- -الأدب الصغير.
- - قصيدة في الشهور المسيحية. نشرها المستشرق اسکار ریشر.

بقي ابن المقفّع وبقيت الكتب التي كتبها أو نقلها عن الفارسية أو الهندية والبنغالية أو اليونانية مرجعا لأنّ الكتب الأصلية قد ضاعت.

## أشهر اقواله
نقل ابن المقفع الكثير من الحكم عن الفارسية ومآثر العرب وكل ما وجده من أقوال ذات أثر عظيم في نفس البشر كحكم الفلاسفة اليونان مثلا. ولا بد على كل من يريد أن يقرأ حكم بليغ العرب أن يرجع إلى كتبه المعروفة: كليلة ودمنة، الأدب الصغير والأدب الكبير، الدرة اليتيمة ورسالة الصحابة.
قال: إذا بدهك أمران لا تدري أيهما أصوبُ فانظر أيهُما أقربُ إلى هواك فخالفه، فإن أكثر الصواب في خلاف الهوى.
وليجتمع في قلبك الافتقارُ إلى الناس والاستغناء عنهم، وليكن افتقارك إليهم في لين كلمتك لهم، وحسن بشرك بهم. وليكن استغناؤك عنهم في نزاهة عرضك، وبقاء عزك.
وقال: أعلم أن لسانك أداةٌ مُصلتةٌ، يتغالبُ عليه عقلُك وغضبُك وهواك وجهلك. فكُل غالبٍ مستمتعٌ به، وصارفه في محبته، فإذا غلب عليه عقلك فهو لك، وإن غلب عليه شيءٌ من أشباه ما سميتُ لك فهو لعدوك. فإن استطعتَ أن تحتفظ به وتصونهُ فلا يكونَ إلا لك، ولا يستولي عليه أو يشاركك فيه عدوك، فافعل.
وقال: إذا نابت أخاك إحدى النوائب من زوال نعمة أو نزول بلية، فاعلم أنك قد ابتليتَ معه: إما بالمؤاساة فتشاركه في البلية، وإما بالخذلان فتحتملُ العارَ فالتمس المخرجَ عند أشباه ذلك، وآثر مروءتك على ما سواها.
فإن نزلت الجائحةُ التي تأبى نفسك مشاركةَ أخيك فيها فأجمل، فلعلّ الإجمال يسعك، لقلة الإجمال في الناس.
وإذا أصاب أخاك فضلٌ فإنه ليس في دنوك منه، وابتغائك مودته، وتواضعك له مذلةٌ. فاغتنم ذلك، واعمل به.

### معلومات
1. ↑  عرب اشتهروا بالفصاحة واللسن